# Most (distrito)
Most é um distrito da República Checa na região de Ústí nad Labem, com uma área de 467 km² com uma população de 117.196 habitantes (2002) e com uma densidade populacional de 251 hab/km².

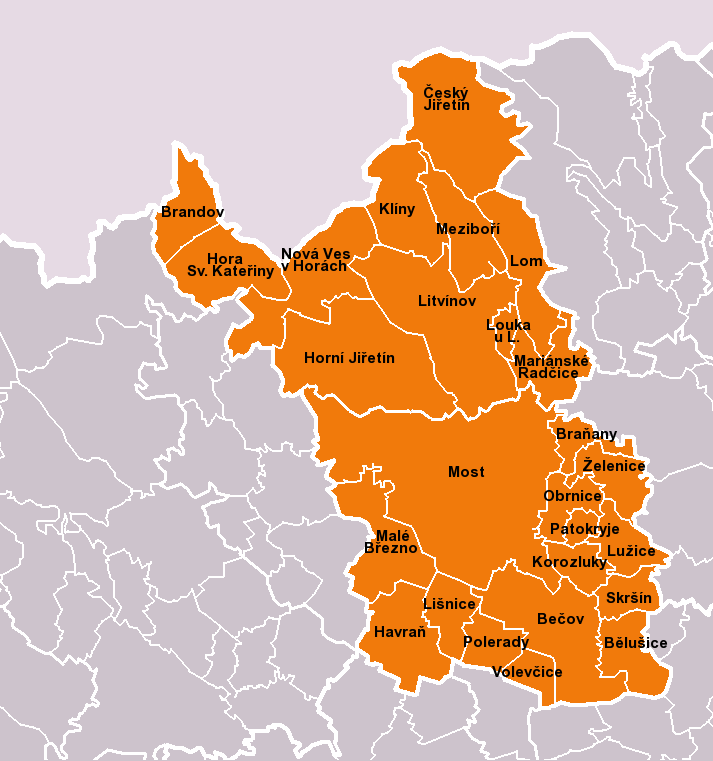